# Хён Ёнмин
Хён Ёнмин (кор. 현영민?, 玄泳民?; 25 декабря 1979, Куре) — южнокорейский футболист.
С 2002 по 2010 выступал за клуб «Ульсан Хёндэ», кроме 2006 года, когда играл за санкт-петербургский «Зенит».
Выступал за сборную Республики Корея. Бронзовый призёр (4-е место) чемпионата мира по футболу 2002 года.

## Карьера

### Клубная
Во взрослом футболе дебютировал в 2002 году выступлениями за команду «Ульсан Хёндэ», в которой провёл три сезона, приняв участие в 96 матчах чемпионата. Большую часть времени, проведённого в составе «Ульсан Хёндэ», был основным защитником команды.
Своей игрой за эту команду привлёк внимание представителей тренерского штаба российского клуба «Зенит», в состав которого присоединился в 2006 году. Сыграл за санкт-петербургскую команду лишь 10 матчей.
В 2007 году вернулся в клуб «Ульсан Хёндэ». На этот раз сыграл в составе команды два сезона. Играя в составе «Ульсан Хёндэ», он выходил на поле в стартовом составе команды. С 2010 по 2013 год защищал цвета клуба «Сеул». В 2013 году присоединился к команде «Соннам». Тренерским штабом нового клуба также рассматривался как игрок «основы». С 2014 по 2017 год выступал за «Чоннам Дрэгонз».

### Международная
В 2002 году привлекался в состав молодёжной сборной Южной Кореи. На молодёжном уровне сыграл в 3 официальных матчах.
В 2001 году дебютировал в официальных матчах в составе национальной сборной Южной Кореи. В течение карьеры в национальной команде, которая длилась 6 лет, провёл в форме национальной команды 15 матчей.
В составе сборной был участником розыгрыша Золотого кубка КОНКАКАФ 2002 в США, чемпионата мира 2002 года в Японии и Южной Корее и Кубка Азии 2004 года в Китае.

## Государственные награды
- Орден «За спортивные заслуги» 2 класса Республики Корея — орден Отважного тигра (2 июля 2002)[1]